# Kasimir Kolb von Wartenberg
Graf Kasimir Kolb(e) von Wartenberg (* 6. Mai 1699 in Berlin; † 2. Oktober 1772 in Mettenheim) ein königlich-preußischer Generalmajor, Minister des schwäbischen Kreises, Ritter des Schwarzen Adlerordens und Domherr von Halberstadt.
Er war der Sohn des preußischen Premierministers Johann Kasimir Kolb von Wartenberg und seiner Ehefrau, geb. Katharina Rickers verwitwete Biedecamp. Das pfälzische Geschlecht der Kolb von Wartenberg hatte unter seinem Vater 1699 die Reichsstandschaft als reichsunmittelbares Grafenhaus erlangt.
Er wurde am 9. März 1715 Fähnrich im Dragoner-Regiment Nr. 1 und nahm damit am Pommernfeldzug 1715/1716 teil. Am 24. August 1717 wurde er Rittmeister im Kürassier-Regiment Nr. 1 und übernahm die Kompanie des Obersts von Krummensee. Am 5. Januar 1722 bat er wegen Erkrankung um seine Demission, die am 14. Januar 1722 auch gewährt wurde.
Am 24. Juli 1732 ernannt ihn Friedrich Wilhelm I. noch zum Generalmajor und zum preußischen bevollmächtigten Minister für den Schwäbischen Kreis. In dieser Eigenschaft schickte er vom 26. September 1733 bis 23. Dezember 1734 immer wieder Berichte über die Operationen am Oberrhein.
1739 erhielt er den Schwarzen Adlerorden und wurde Domherr in Halberstadt. Am 17. Dezember 1740 erhielt er die erneute Bestätigung durch Friedrich II., der ihn auch am 21. Januar 1741 nochmal als Minister beim Schwäbischen Kreis bestätigte. Sein letzter Bericht ist datiert vom 26. Oktober 1744. Er zog sich nach Mettenheim am Rhein zurück, wo er 1726 mit dem Bau eines Residenzschlosses begonnen hatte. Seine teils ererbte, teils selbstgemachte Verschuldung zwang ihn 1754, den Großteil der Grafschaft Wartenberg an den Markgrafen von Baden zu verpfänden. Er starb 1772 in Mettenheim.

## Familie
Er war mit Sophie Wilhelmine Eleonore von Solms-Rödelheim (* 4. Juli 1698; † 1. Oktober 1766) verheiratet. Das Paar hatte mehrere Kinder:
- Friedrich Karl (* 3. April 1725; † 8. Mai 1784) ⚭ 1751 Caroline Polixena von Leiningen-Dagsburg-Hardenburg (* 4. Juli 1728; † 1782)
- Ernst Ludwig (* 26. Februar 1729; † 22. Juli 1800)
- Karl Franz Leopold (* 4. Dezember 1730; † 2. Februar 1800)
- Sophie Amalie Polyxena (* 23. September 1737; † 14. Januar 1753)